# Минчо Минчев (цигулар)
Вижте пояснителната страница за други личности с името Минчо Минчев.
Минчо Николаев Минчев е български цигулар и музикален педагог, професор.

## Младост и образование
Роден е на 17 септември 1950 г. в квартал Бичкиня в Габрово. Баща му е уважаваният д-р Николай Минчев. Любител на музиката, бащата заразява с тази страст своя син. От най-ранна възраст Минчо започва да изучава цигулка под ръководството на Петър Чаракчиев. На 9-годишна възраст изнася първия си самостоятелен концерт в залата на Драматичен театър „Рачо Стоянов“.
Продължава образованието си в Национално музикално училище „Любомир Пипков“, София като ученик на проф. Емил Камиларов, при когото продължава да следва и в Българската държавна консерватория в София.

## Професионална кариера
За блестящи постижения е изпратен от Министерството на културата на двугодишна специализация при световноизвестния цигулков педагог Ифра Нийман в Лондон.
Минчо Минчев печели 3 първи награди на конкурса „Карл Флеш“ в Лондон – награда на журито, награда на публиката и награда за най-добро изпълнение на музика на Бетховен. Става лауреат на международните авторитетни конкурси „Виенявски“ (Полша) и „Паганини“ (Италия). След тези призове дъщерята на големия цигулар от началото на ХХ век Йозеф Сигети му предоставя за 2 години цигулка „Гуарнери“, принадлежаща на нейния баща.
През 1977 г. специално за него българската държава купува цигулка „Страдивари - барон Витгенщайн“, изработена от големия италиански майстор през 1716 г.
Минчо Минчев е бил солист на световноизвестни оркестри като: Лондонската кралска филхармония, Амстердамския симфоничен оркестър, Санктпетербургската филхармония, Дрезденската филхармония, Женевския радиоцентър, Букурещката филхармония, Атинската филхармония, Истанбулската филхармония, Анкарската филхармония.
Сред световноизвестните диригенти, с които е партнирал, са сър Невил Маринър, сър Александър Гибсън, Джон Елиът Гардинър, Ленърд Слаткин.

## Изяви
Репертоарът на Минчо Минчев е огромен и разнообразен. В него са включени и много композиции, написани специално за него. Има множество реализирани записи. Участва като член на жури на множество национални и международни конкурси. Близо 2 десетилетия проф. Минчо Минчев е прославен и много търсен педагог заради неговата всеотдайност и активното му участие в цялостното развитие на младите цигулари, имащи късмета да работят с него.
Освен че е носител на награди от конкурси, Минчо Минчев е определен за Музикант на годината от слушателите на предаването „Алегро виваче“ на БНР.
През 1990 г. е избран за професор в Университета за изкуства „Фолкванг“ в град Есен, Германия.
Въпреки че през последните 20 г. проф. Минчо Минчев не живее в България, присъствието му в музикалния живот на страната продължава да бъде активно. Той води многобройни майсторски класове в София, на международните фестивали „Варненско лято“, „Мартенски музикални дни“ в Русе, „Аполония“ в Созопол, „Дни на камерната музика“ в родния му град Габрово.

## Други дейности
- Председател на фондация „Панчо Владигеров“[2].
- Председател на Международното жури по цигулка на Международния конкурс за пианисти и цигулари „Панчо Владигеров“[3].
- Артистичен директор на Международната лятна музикална академия „Варненско лято“.
- Води майсторски класове в много страни от Европа, Америка, Азия и Австралия.
- Член на Управителния съвет на Международна фондация „Св. св. Кирил и Методий“.

## Интересни факти
- Първият български цигулар, награждаван на почти всички международни конкурси
- Първият български цигулар, концертирал във всички континенти, без Антарктида
- Първият български цигулар, свирещ на цигулка „Страдивариус“
- Първият български цигулар, свирил с най-големите оркестри и диригенти